# Aerodramus leucophaeus

La salangana polinesia o rabitojo de Tahití (Aerodramus leucophaeus) es una especie de ave apodiforme de la familia Apodidae endémica de las islas de la Sociedad, en la Polinesia Francesa.

## Distribución
Cría solamente en Tahití, también se observa en Moorea, y en el pasado también se encontraba en Huahine y Bora Bora.